# Antoine Barnave
Antoine-Pierre-Joseph-Marie Barnave, nascido em Grenoble no dia 22 de Outubro de 1761 e guilhotinado em Paris no dia 29 de Novembro de 1793, era um político francês.

## Primeiros anos

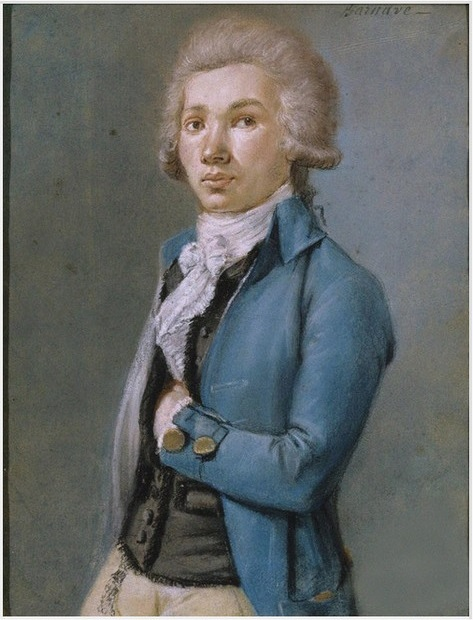
Pintura de Antoine Barnave

Oriundo de uma antiga família protestante da alta burguesia de Grenoble, filho de Jean-Pierre Barnave, advogado ligado ao Parlamento de Grenoble, e de Marie-Louise de Pré de Seigne de Presle, o jovem Antoine segue o curso de Direito em Grenoble, obtém o diploma de bacharel, e completa a licenciatura em Direito na Universidade de Orange (1780). Em 1783, é escolhido entre os demais jovens advogados para proferir o discurso de encerramento do Parlamento de Grenoble. Destaca-se por sua independência de espírito discorrendo sobre a divisão de poderes. Como a maior parte dos representantes da burguesia, deseja que "uma nova distribuição de riquezas leve a uma nova distribuição de poder". No mesmo ano, sofre a perda de seu irmão mais novo.
No dia seguinte à Jornada das Telhas ("Journée des Tuiles"), em 7 de Junho de 1788, Barnave redige o libelo "O Espírito dos Éditos", conclamando ao apoio ao Parlamento de Grenoble, suspenso pelo Poder Central, e aproxima-se de outro advogado, também predestinado a um belo futuro, Jean-Joseph Mounier. Barnave e Mounier vão conseguir reunir os deputados das três ordens do Delfinado no castelo de Vizille, em 21 de Julho. A resolução de Mounier, reclamando o restabelecimento dos parlamentos provinciais e a convocação dos Estados Gerais é adotada. Em 7 de Janeiro de 1789, Mounier e Barnave são eleitos representantes do Terceiro Estado.

## A Assembléia Nacional

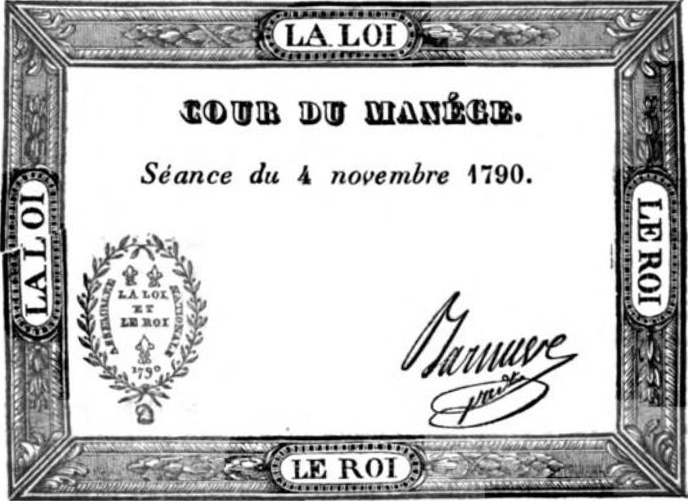
Carta de Entrada de Barnave na Sala do Manege.

Barnave logo vai desempenhar um papel importante na Assembléia Nacional, primeiramente no seio da delegação do Delfinado, sustentando Mounier. Este último fica em desacordo com a radicalização dos acontecimentos que começam a tomar conta da Revolução Francesa e pende para um comprometimento monárquico. Barnave distancia-se então deste e vai constituir com Adrien Duport e os irmãos Charles e Alexandre de Lameth um grupo de ação política denominado o « Triunvirato », postando-se à extrema esquerda da Assembléia e servindo de ponta de lança da Revolução. Em 22 de Julho de 1789, no dia seguinte ao linchamento pela populaça do Intendente Geral Foullon e de seu genro Berthier de Sauvigny, sobe à tribuna e replica aos deputados acalorados por este fato : "Senhores, querem nos enternecer em favor do sangue derramado ontem em Paris. Este sangue era assim tão puro? ", frase terrível que passaria para a posteridade.  
Barnave é um dos raros oradores a poder se rivalizar com Mirabeau. Ele adquire por sua eloquência um pouco fria e seu amor ardente pela liberdade uma alta influência e uma grande popularidade. Após a Jornada de 5 e 6 de Outubro de 1789, os monarquistas são confrontados e Barnave obtém ganho de causa contra seu antigo amigo Mounier conseguindo o suporte da Assembléia sobre o veto suspensivo do Rei (enquanto Mounier preconizava um veto absoluto). O triunvirato Duport, Barnave e Alexandre Lameth é classificado como "de esquerda" e participa da criação da Sociedade de Amigos da Constituição e da Liberdade, que se tornará o Clube dos Jacobinos. Eles criam intrigas para afastar  conspiram para Mirabeau e La Fayette do poder, temendo que tanto um quanto o outro confisquem a Revolução para seu proveito.

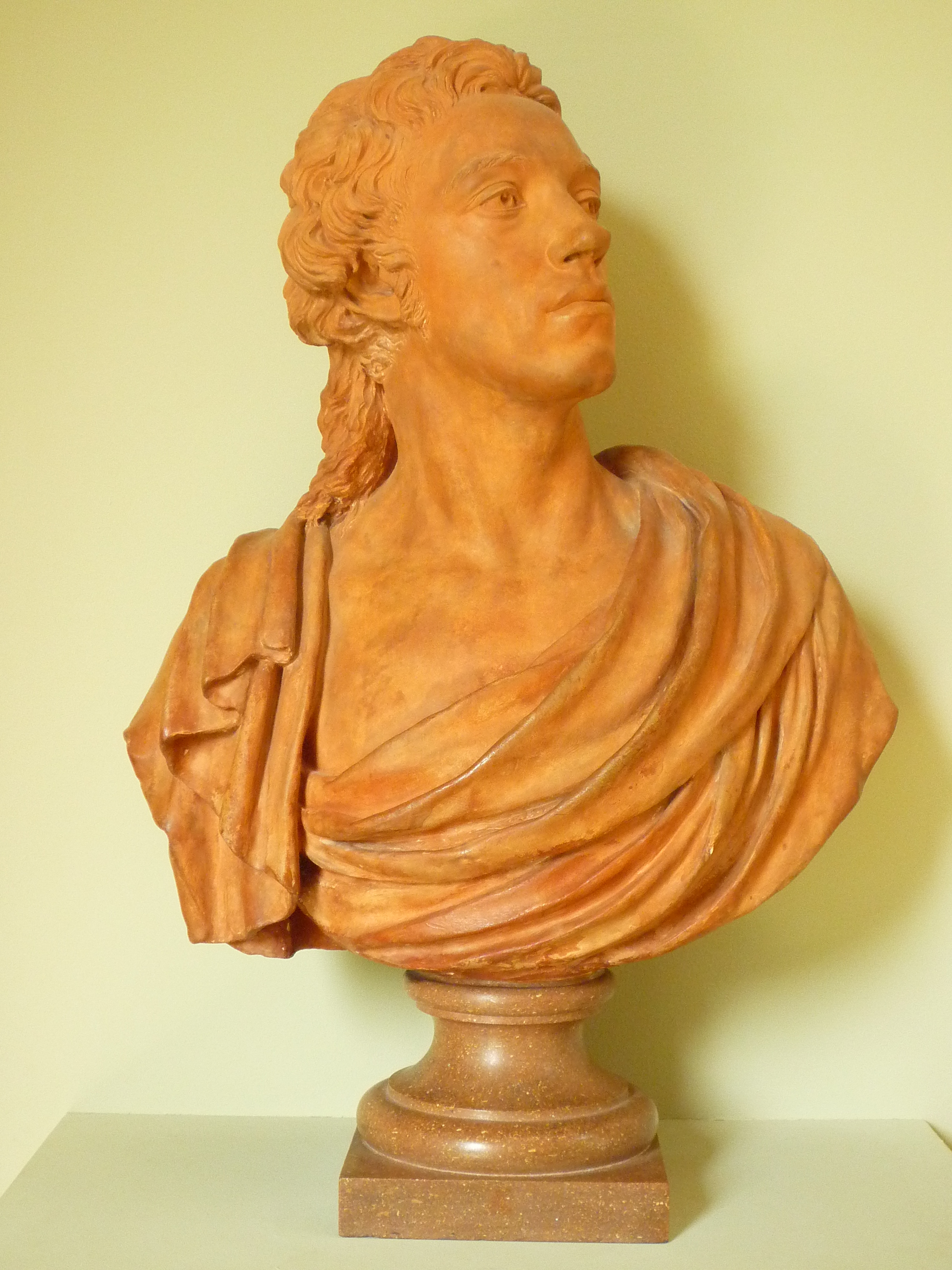
Barnave, Museu de Grenoble

Em Maio de 1790, um conflito pontual opõe a Espanha e a Inglaterra e destaca o problema do pacto de família franco-espanhol e assim os poderes do rei em matéria de declaração de guerra. Esta questão contrapõe fortemente Barnave e Mirabeau e a Assembléia vota finalmente uma moção de compromisso : "O direito de paz e guerra pertencem à Nação. A guerra não poderá ser decidida senão por um decreto do Corpo Legislativo a partir de uma proposta formal e necessária do rei e sancionada a seguir por Sua Majestade".
Em 1º de Agosto, Barnave é eleito prefeito de Grenoble. Esate aceita num primeiro momento mas declina do convite mais tarde, invocando as restrições de seu mandato. Ele aceita a presidência da Assembléia Constituinte (25 de Outubro de 1790) por uma duração de 15 dias. Sua popularidade atinge o apogeu.
No entanto, Barnave e seus amigos são partidários do sistema de recenseamento e defendem o direito de propriedade. Sentem-se ultrapassados por uma esquerda democrática e equalitária. Barnave é atacado por Brissot que o crítica em seu jornal "O Patriota Francês" pela sua posição sobre o status das "pessoas de cor" nas colônias francesas. Barnave mostra-se hostil a que lhes concedam o direito de cidadania.
Em Dezembro de 1790, Barnave que se candidata à presidência da Assembléia é batido por um constitucional obscuro. O triunvirato, atacado pela direita por Mirabeau, é cada vez mais desconsiderado dentro do Clube dos Jacobinos, apesar de suas posições extremistas com relação à matéria do juramento à Constituição Civil do Clero (Janeiro de 1791) ou a da emigração das tias do rei (Fevereiro de 1791). 
Após a morte de Mirabeau, a Corte procura novos aliados, notadamente próximos do triunvirato. Barnave e seus amigos fundam, em 27 de abril, um novo jornal, "Le Logographe", que exibe sua confiança em uma monarquia limitada. Barnave e Lameth são atacados por Robespierre e os anti-escravagistas sobre a questão dos direitos das pessoas de cor que volta à discussão. O triunvirato ainda controla, no Clube dos Jacobinos, o famoso Comitê das Correspondências, elo essencial com as sociedades provinciais afiliadas, mas a extrema-esquerda, bastante minoritária dentro da Assembléia, progride nos clubes (Jacobinos e Cordeliers).

## AFuga do Rei

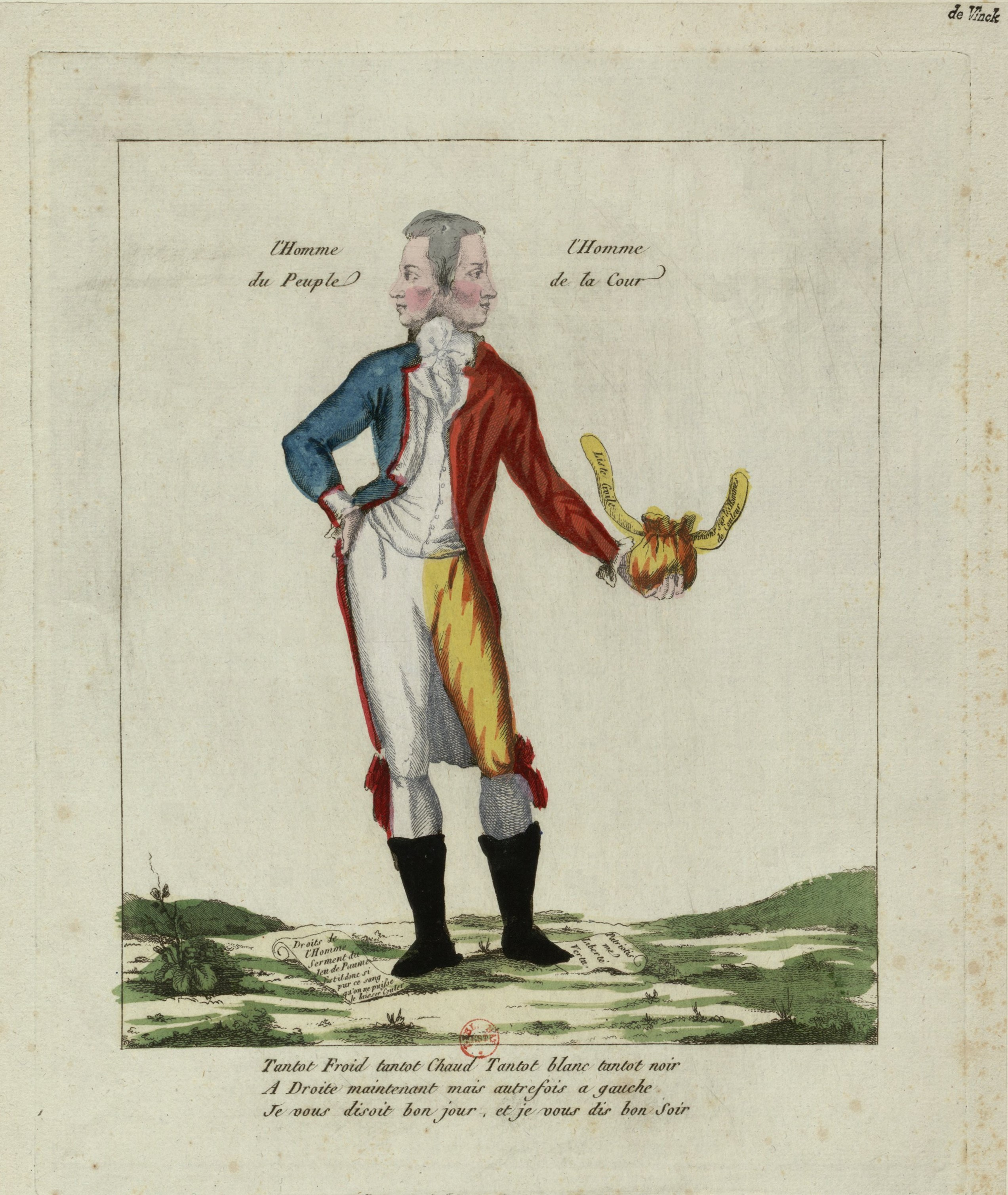
Caricatura de Barnave como político de jogo duplo.

Após sua tentativa de fuga (21 e 22 de Junho de 1791), o Rei Luís XVI é detido em Varennes. Barnave é enviado pela Assembleia, em companhia de Pétion e de Latour-Maubourg, para trazer a família real de volta a Paris. Os três deputados juntam-se à berlinda real no local chamado "Carvalho Fendido", na Comuna de Boursault.
Durante os três dias que dura a viagem de volta, Barnave fica tocado pelos infortúnios da Rainha Maria Antonieta. Ele inicia uma troca de correspondência secreta com ela (por intermédio do Cavaleiro de Jarjayes). Junta-se então aos monarquistas constitucionais do Clube dos Feuillants, o que lhe vale o ódio do povo parisiense e da Montanha, que denunciam "Barnave negro por trás e branco pela frente". Em 15 de Julho de 1791, pronuncia diante da Assembléia um discurso sobre "a inviolabilidade real, a separação dos poderes e o término da Revolução Francesa". Ele aconselha o rei, através da correspondência mantida com Maria Antonieta, a se aliar sinceramente à Constituição, a condenar as atitudes dos emigrados e a obter de Leopoldo II, irmão da rainha, o reconhecimento do novo regime.
Do mês de Agosto até o dia 30 de Setembro, data do fechamento da Constituinte, Barnave e os moderados, apesar da oposição de Robespierre e da esquerda, conseguem salvar a monarquia. Quanto a Maria Antonieta, esta faz manifestamente jogo duplo.

## OArmário de Ferro
Barnave permanece em Paris até o dia 5 de janeiro de 1792. Ele continua a dar seus conselhos à Corte, através da correspondência e das entrevistas secretas que tem com Maria Antonieta. Aconselha o rei a usar seu direito de veto aos decretos sobre os emigrados e os padres refratários. Retira-se a seguir para Grenoble mas, na sequência à Jornada de 10 de Agosto de 1792, é descoberta uma correspondência bastante comprometedora sobre ele numa secretária do gabinete do rei, no Palácio das Tulherias.

## O fim

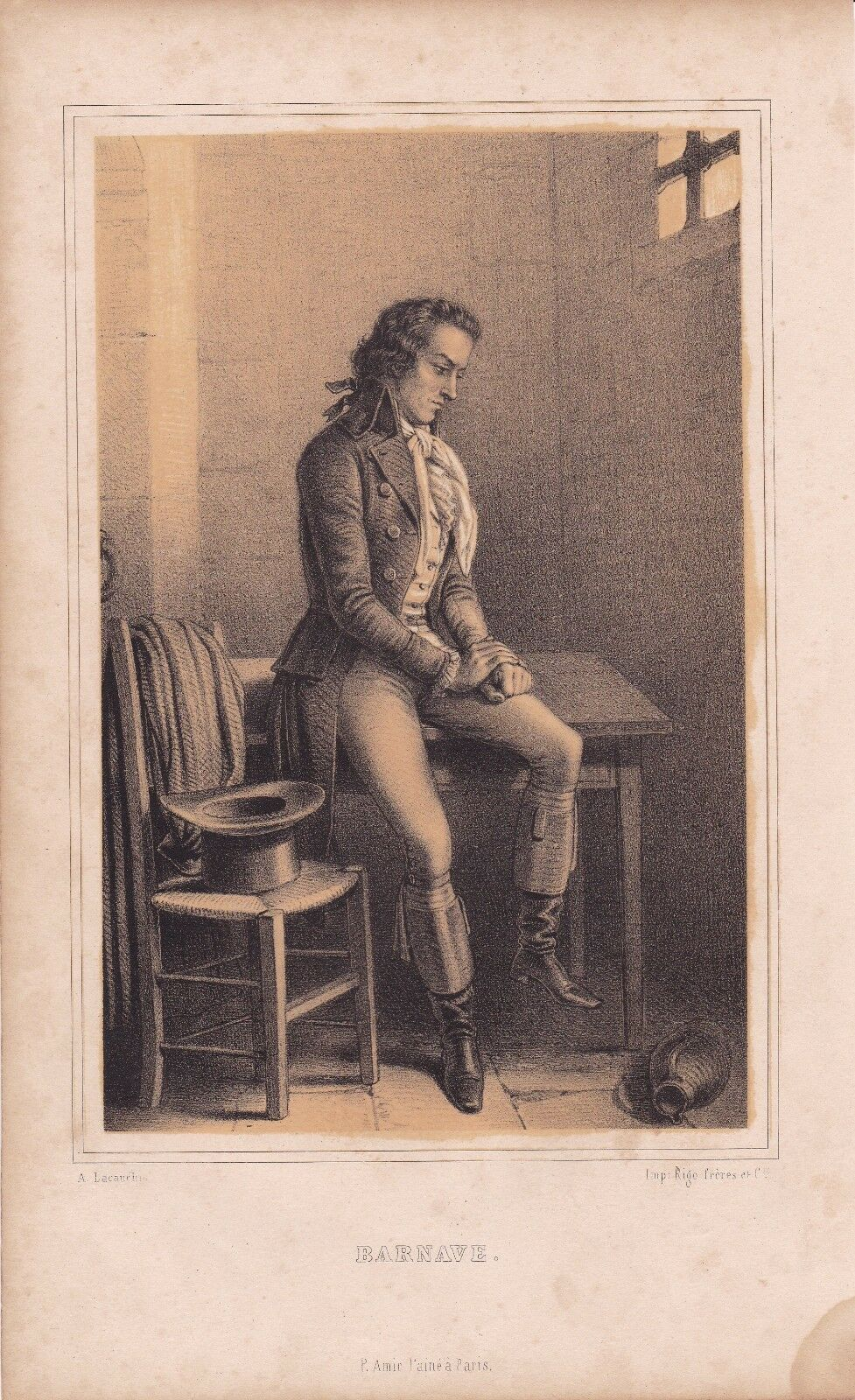
Barnave na prisão.

Preso em 19 de Agosto em sua casa de Saint-Egrève, Barnave é encarcerado nas prisões da cidadela da Bastilha de Grenoble e depois no Convento de Sainte-Marie-d’en-Haut, transformado em prisão política. Em Junho de 1793, fica isolado no Forte Barraux. A aproximação das tropas sardas, próximas à fronteira, causam sua transferência para a prisão de Saint-Marcellin. Fica aí por pouco tempo ; a Convenção exige seu comparecimento frente ao Tribunal Revolucionário. Ele é encarcerado na Conciergerie no dia 18 de Novembro. Seu processo dura de 27 a 28 de Novembro. Apesar de uma defesa brilhante feita por ele mesmo, é condenado à morte e guilhotinado em 29 de Novembro de 1793, juntamente com o antigo Guarda dos Selos, Duport-Dutertre.

## A obra
Na prisão, Barnave escreveu "Da Revolução e da Constituição", obra marcante de inteligência e visão, que só foi publicada em 1843, sob o título de "Introdução à Revolução Francesa". Seus manuscritos foram publicados por M. Bérenger, sob o título de "Obras de Barnave" e reeditadas diversas vezes após 1960.
A obra de Barnage mostra que a Revolução é a resultado uma longa evolução desde a Idade Média, que a propriedade agrária levou à formação de governos aristocráticos, depois que o desenvolvimento do comércio e da indústria que se seguiu ocasionou a transformação das sociedades agrárias tradicionais, o progresso da burguesia e seu desejo cada vez mais irresistível de participar do governo. O livro de Barnave influenciou Jean Jaurès e Albert Mathiez.